# Navagio (Strand)
Navagio (griechisch Ναυάγιο) ist der bekannteste Strand der Ionischen Insel Zakynthos, der nach einem Schiffswrack (griechisch: Navagio) benannt wurde, das dort seit 1980 liegt. Früher trug der Strand den Namen Agios Georgios.

## Lage und Beschreibung
Der Strand Navagio liegt in einer Bucht im Nordwesten der Insel Zakynthos, 34,5 km von der Inselhauptstadt entfernt. Durch seine Lage unterhalb eines steilen Kliffs ist der Zugang nur über das Meer möglich. Der Strand selbst besteht aus kleinen weißen Steinen, die bis ins Meer reichen, das dadurch von intensiv türkisblauer Farbe ist. In der Mitte des Strandes liegt der alte, verrostete Schiffsrumpf des Schiffs „Panagiotis“.
Es werden Bootsfahrten von verschiedenen Orten der Insel dorthin angeboten. Da der Strand über keinen Pier verfügt, ist es nicht möglich dort direkt anzulegen. Oberhalb des Kliffs gibt es einen beliebten Aussichtspunkt, von dem Fallschirm- und Seilspringer abspringen und häufig der Strand fotografiert wird.

## Geschichte
Am 1. Oktober 1980 sank das Schmugglerschiff „Panagiotis“ vor der Nordwestküste der Ionischen Insel Zakynthos. Das 450 Tonnen schwere Motorschiff wurde 1937 in Schottland gebaut und trug anfangs den Namen „Saint Bedan“. 1964 ging es als „Meropi“ in griechischen Besitz über und zwei Jahre später wechselte es wiederum den Besitzer, der es „Charis“ taufte. Der letzte Schiffseigentümer war die Reederei „P. Lisicatos & Company“ mit Sitz in Piräus, die es 1975 dann in „Panagiotis“ umbenannte. Kurz vor dem Schiffbruch wurde die „Panagiotis“ von der Küstenwache nahe Zakynthos entdeckt, als sie für die italienische Mafia geschmuggelte Zigaretten transportierte. Bei dem Versuch zu fliehen lief das Schiff aufgrund der ungünstigen Wetterbedingungen und eines Maschinenschadens in den Untiefen einer kleinen Bucht an der Nordwestseite der Insel auf Grund. Nachdem der Schiffseigner und die Schmuggler verurteilt worden waren, wurde das Schiff nach und nach geplündert, bis nur noch ein Wrack übrig blieb, das von Salz, Regen und Wind zerfressen wird. Im Laufe der Zeit türmten sich durch die Wellen Sand und Kieselsteine an, die zu einer Vergrößerung des Strandes beitrugen.
Nach einem längeren juristischen Streit um die Frage des Eigentums an dem Wrack beschied der Oberste Gerichtshof Griechenlands (Άρειος Πάγος) 2025, dass die Reste der „Panagiotis“ der Gemeinde Zakynthos gehören.
Navagio zählt zu den 15 schönsten Stränden Griechenlands. Der Strand diente bereits als Filmkulisse der koreanischen Serie Descendants of the Sun und wird häufig als Hintergrund für Musik- und Base-Jumping-Videos benutzt. Er gilt als der am häufigsten fotografierte Strand Griechenlands und wurde bis 2019 im Sommer von bis zu 4000 Personen täglich besucht.
Immer wieder kam es am Strand zu Erdrutschen, die die Sicherheit der Touristen gefährdeten. 2018 wurden dort bei einem Erdrutsch sieben Menschen verletzt. Ein kleineres Erdbeben im September 2022 bewirkte, dass Felsmassen auf den Strand fielen. Deshalb wurde das Besuchen von Navagio seit 2023 stark eingeschränkt. Schiffe dürfen sich den Felsen nur bis auf 50 Meter nähern und zugänglich ist nur noch das Gebiet in unmittelbarere Nachbarschaft des Wracks. Das Kliff soll derzeit abgesichert werden (Stand 2025).

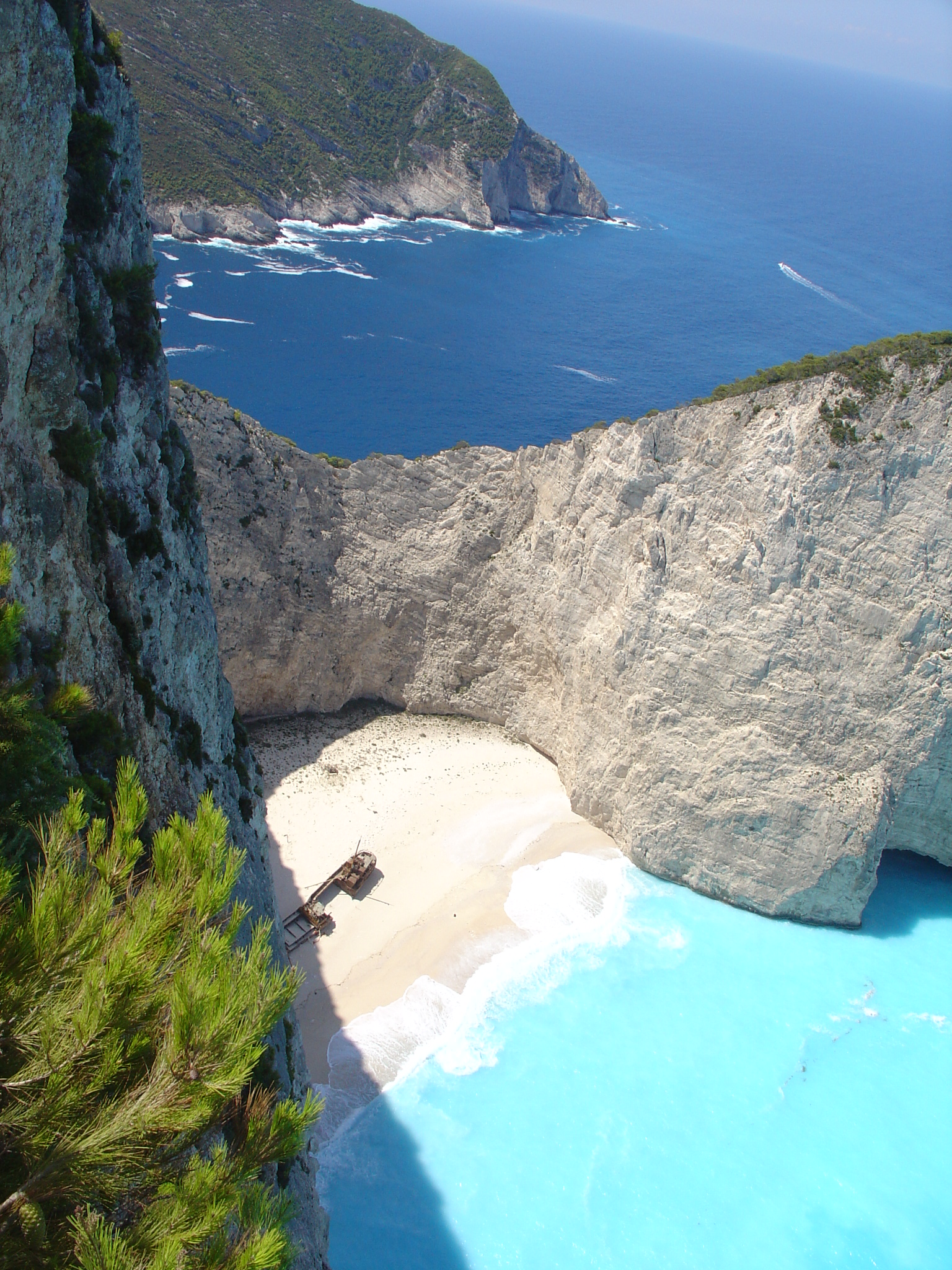
Navagio von oben (2004)
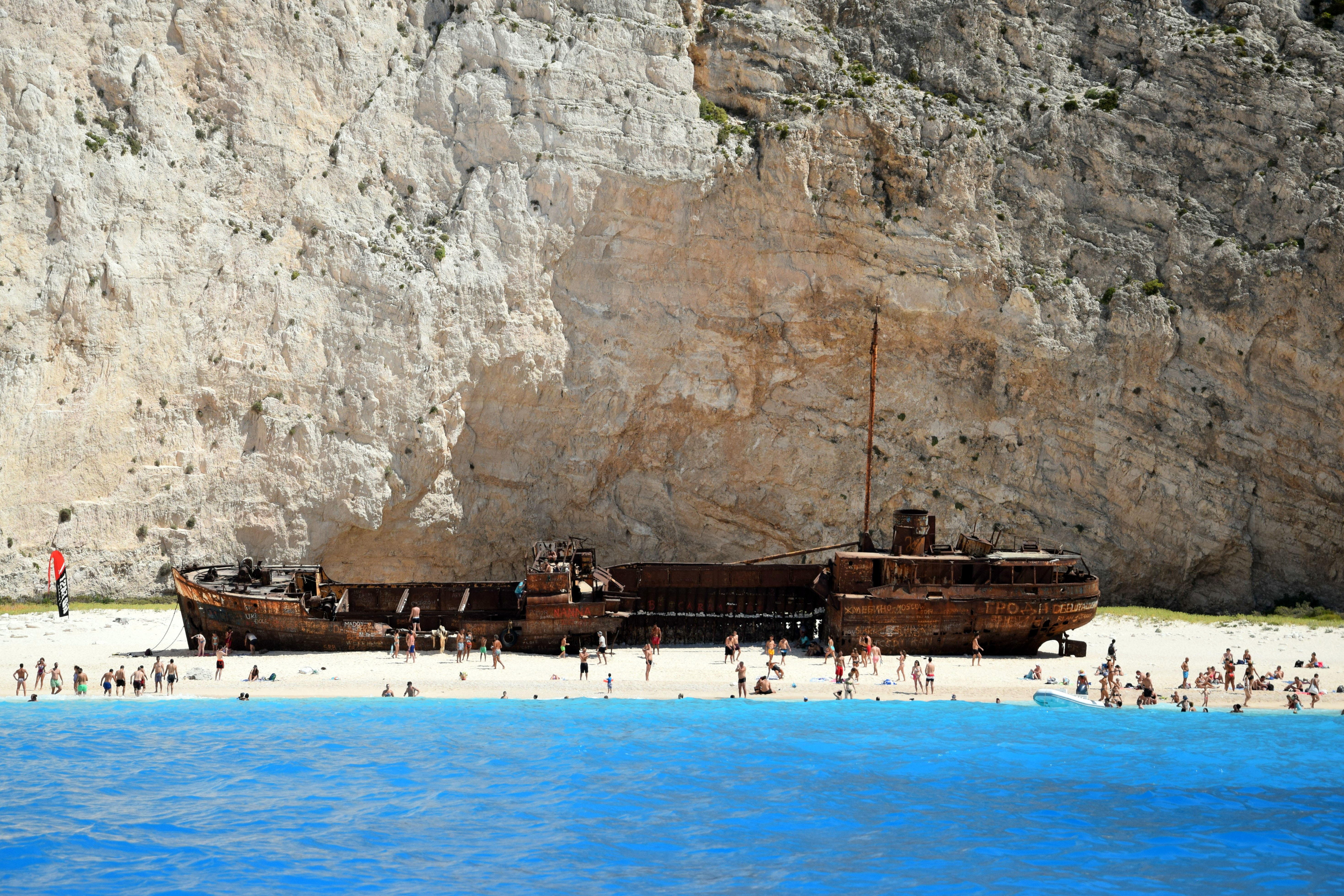
Schiffswrack und Strand Navagio (2015)
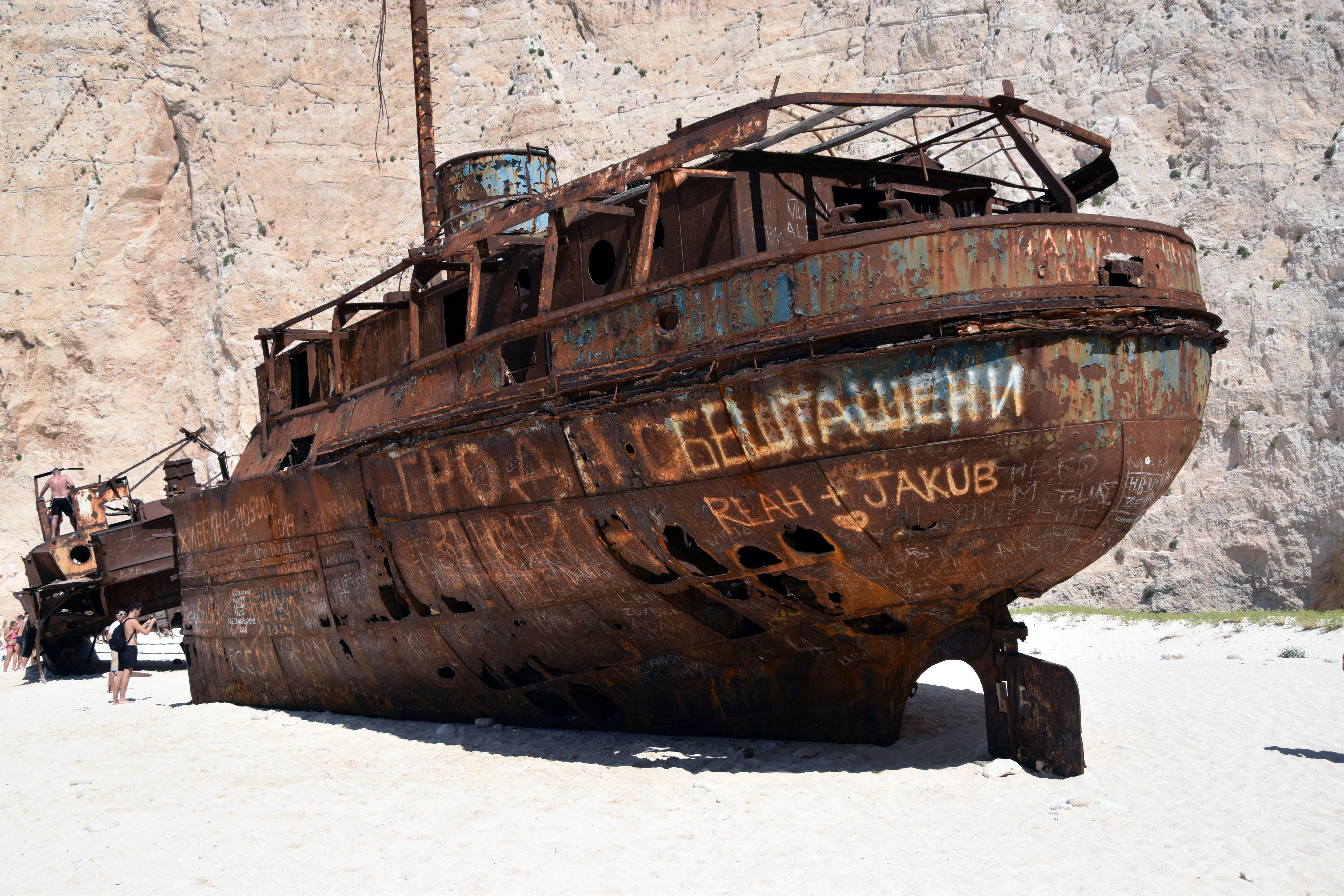
Schiffswrack (2015)
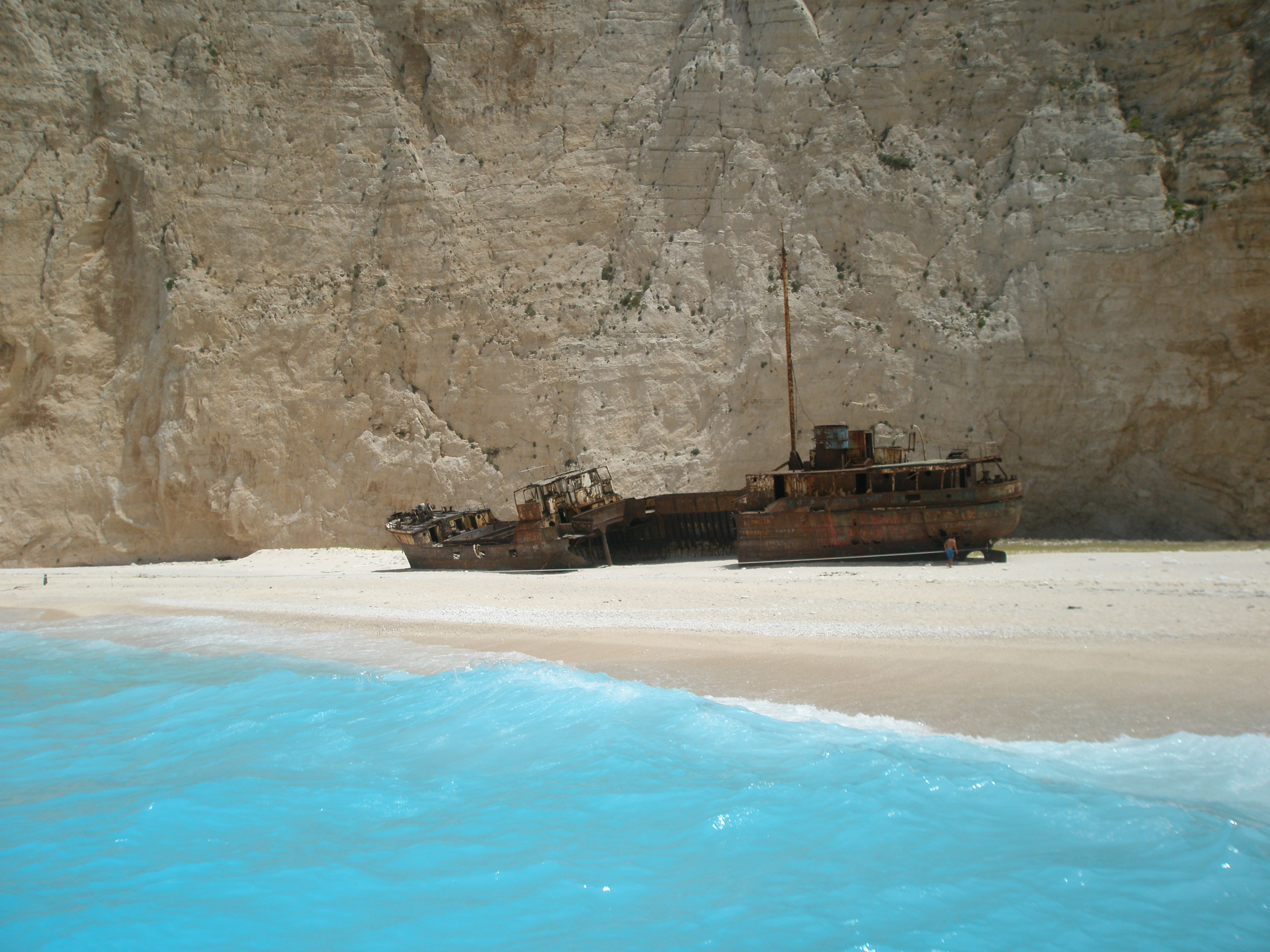
Navagio (2008)
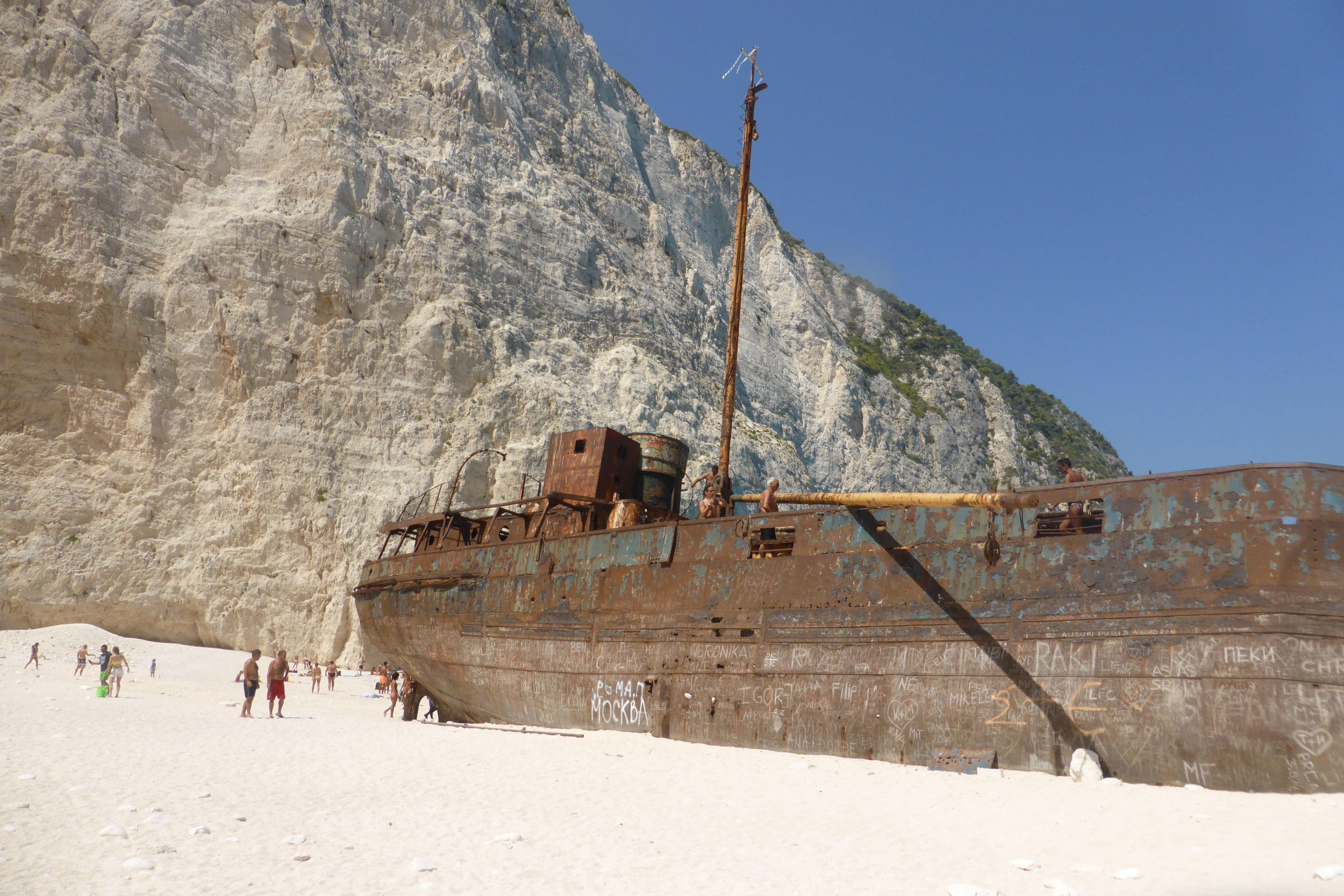
Schiffswrack Navagio (2014)
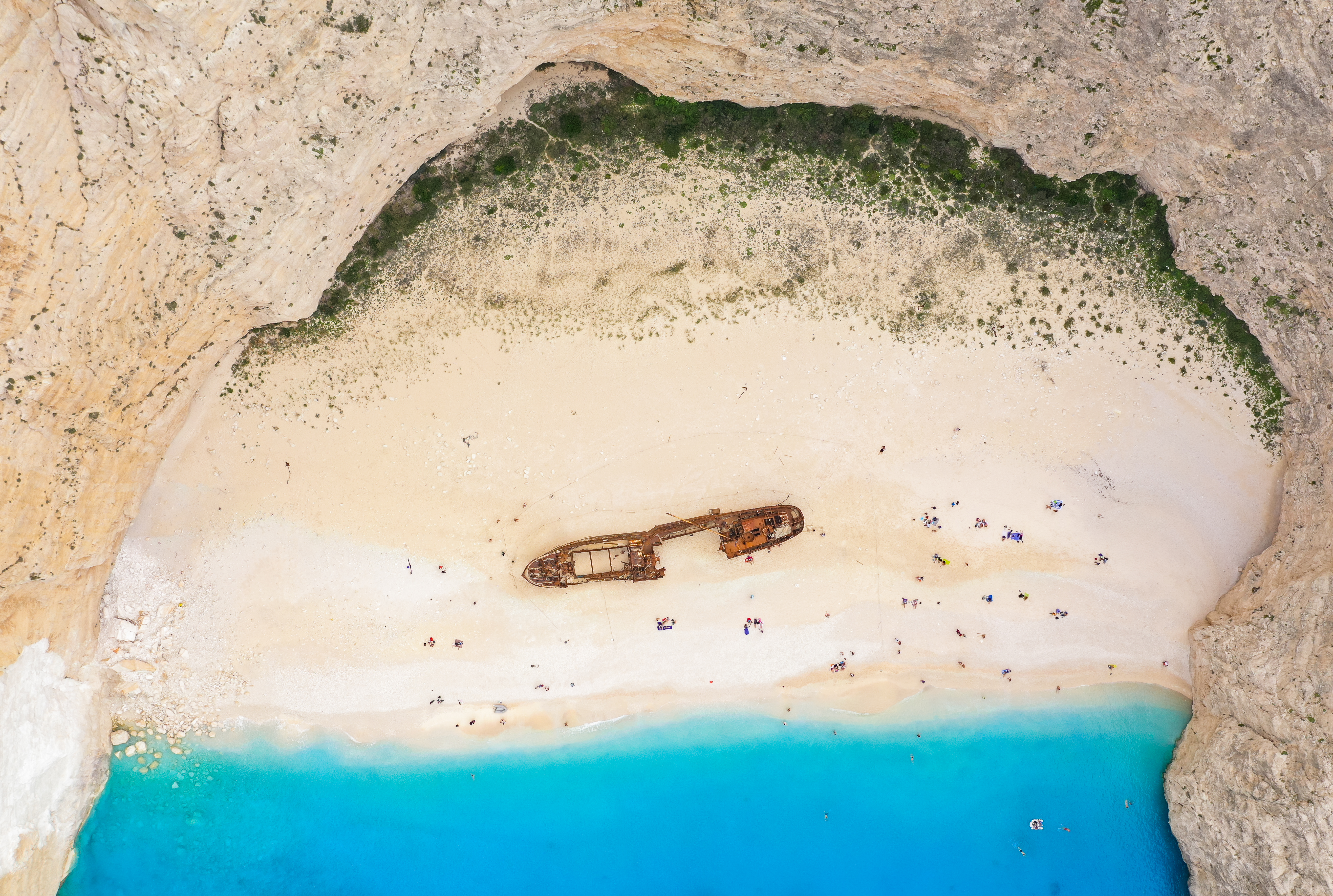
Luftaufnahme des Strands (2019)